# 石川勝之
石川 勝之（いしかわ かつゆき）は、江戸時代前期から中期にかけての山城国淀藩の世嗣。官位は従五位下・下野守。

## 略歴
嫡子のまま早世した石川昌能の長男として誕生。母は藤堂高次の娘。正室は水野忠直の娘。
天和2年（1682年）父・昌能が世嗣のまま死去したため、代わって世嗣となり徳川綱吉に御目見。元禄3年（1690年）、叙任された。しかし、父同様に世嗣のまま死去した。
代わって叔父・義孝が嫡子となり、跡を継いだ。のちに長男・総慶が義孝の跡を継いでいる。